# KTM RC250GP
La KTM RC 250 GP est une moto de course de la catégorie Moto3 conçue par KTM. Les RC 250 GP sont engagées en championnat du monde Moto3 ainsi qu'en Red Bull MotoGP Rookies Cup.